# Max Andersson (homme politique)
Pour les articles homonymes, voir Andersson et Max Andersson.
Max Andersson (né le 26 octobre 1973 à Solna) est un homme politique suédois. Il est député européen pour le Parti de l'environnement - Les Verts de 2014 à 2019.

## Biographie
Max Andersson, né à Solna et élevé à Göteborg, s'engage très tôt dans la politique. Andersson est actif au sein de l'organisation de jeunesse du Parti de l'environnement - Les Verts, où il est membre du conseil fédéral. Il est également du Mouvement populaire contre l'Union européenne et des Jeunes contre l'Union européenne. De 2005 à 2008, Andersson est également le porte-parole du syndicat étudiant des Verts.
En 2006, Andersson est élu au Parlement suédois pour le Parti vert dans la circonscription de la municipalité de Göteborg, où il siège jusqu'en 2010. Après deux ans au Riksdag, Andersson est élu membre de la direction du congrès du Parti vert en 2008. En 2011, il est élu au conseil du comté de Västra Götaland et y siège jusqu'en 2014.
Lors des élections européennes de 2014, il est élu au Parlement européen, où il siège au sein du groupe des Verts/Alliance libre européenne. Il travaille principalement sur les questions de climat et d'environnement, de lobbying, de technologies de l'information et d'intégrité, de critique de l'UE et de politique commerciale. Son mandat de député européenne se termine en 2019.
En 2018, Andersson devient un personnage de dessin animé Lobbyland, une série sur le lobbying dans l'Union européenne par Daria Bogdanska.
Il démissionne du Parti vert en février 2019 et rejoint le nouveau parti du Tournant (Partiet Vändpunkt).